# Cua núi Vĩnh Tân
Cua núi Vĩnh Tân (danh pháp khoa học: Binhthuanomon vinhtan) là một loài cua được phát hiện ở Việt Nam năm 2015. Các tác giả đã công bố một giống và loài cua nước ngọt mới. Loài này được phát hiện trong chuyến khảo sát từ năm 2011 tại khu vực Núi Chùa, xã Vĩnh Tân, huyện Tuy Phong, tỉnh Bình Thuận.

## Đặc điểm
Cua có kích thước trung bình, mai màu đỏ tới nâu đỏ, càng và chân đỏ tươi. Mai rộng ngang, cao, mặt lưng mịn, phồng mạnh theo cả chiều ngang và chiều dọc, rãnh phân chia các vùng yếu; gờ thượng vị và gờ sau ổ mắt không phân tách, mịn, không trông rõ; cạnh bên trước tròn và mịn; răng trên mang kém phát triển, góc ngoài ổ mắt hình tam giác, thấp nhưng trông rõ. Roi của nhánh ngoài chân hàm III ngắn, hơi vượt quá nửa chiều rộng đốt đùi. Phần bụng con đực hình tam giác rộng; đốt bụng cuối con đực với các cạnh bên lõm. G1 uốn khúc, đốt ngọn mảnh, thót lại, ngoằn ngoèo, không có mào lưng, bằng khoảng 0.26 lần chiều dài đốt gần ngọn. G2 với đốt ngọn ngắn hơn nửa chiều dài đốt gốc.

## Tập tính
Chúng sống trong các hang sâu dưới lòng đất khoảng 50–100 mm, gần nguồn nước. Chúng thường hoạt động vào buổi chiều tối cho tới gần sáng, thức ăn chủ yếu là các loài côn trùng và thực vật quanh suối. Tập tính kiếm ăn ban đêm và chỉ xuất hiện nhiều khi trời mưa cùng địa hình gập ghềnh khiến việc tiếp cận mẫu vật của nhóm khó khăn. Khu vực tìm thấy cua là ở vùng núi đá có độ cao khoảng 800 m so với mực nước biển. Chúng phân bố dọc 2 bên bờ ở tận cùng của một dòng suối nhỏ, phạm vi phân bố rất hẹp, khoảng 80 m dọc theo bờ suối và chiều rộng khoảng 30 m từ lòng suối. Đoạn suối nơi cua cư ngụ tương đối bằng phẳng. Tận cùng của dòng suối có nhiều tảng đá lớn, hiểm trở.